# Sevastopol-Avia
Sevastopol-Avia is een Oekraïense luchtvaartmaatschappij met thuisbasis in Sebastopol.

## Geschiedenis
Sevastopol-Avia werd opgericht in 2002.

## Vloot
De vloot van Sevastopol-Avia bestaat uit: (maart 2007)
- 1 Ilyushin Il-18D
- 1 Ilyushin Il-18V
- 1 Antonov AN-24T